# 張道行
張道行（1909年1月—1995年1月20日）。江蘇省常熟縣人。民國37年（1948年）在江蘇省第二選區當選第一屆立法委員。外交官兼大學教授。

## 生平[1][2]
- 1909年1月出生於江蘇常熟
- 1930年，南京國立中央大學，法學學士
- 1932年，美國芝加哥西北大學，碩士
- 1934年，愛荷華州立大學，博士學位
- 1934-1935年，中國國民黨組織部計劃委員會委員
- 1934-1939年，中央政治學院國際法和比較政府教授，南京及重慶
- 1937年7月，當選江蘇省第二區制憲國民大會代表
- 1938-1939年，新聞部技術委員會委員
- 1938-1944年，《中國外交》雜誌主編
- 1939-1944年，外交部外交秘書和領事官員培訓研究所高級秘書兼主任，同時兼任最高國防委員會外交事務技術委員會委員
- 民國29年（1940）10月3日，任外交部秘書[3]
- 民國31年（1942）7月6日，派三十年高等考試再試典試委員[4]
- 民國32年（1943）8月31日，派三十二年高等考試外交官領事官臨時考試初試典試委員[5]
- 1944-1946年，中國駐倫敦荷蘭政府大使館參贊，同時兼任中國駐捷克斯洛伐克，波蘭和挪威政府駐倫敦大使館的領事事務
- 民國33年（1944）1月22日，派三十二年第一次高等考試再試典試委員[6]
- 民國33年（1944）12月20日，任駐荷蘭大使館參事[7]
- 民國34年（1945）10月20日，免外交部秘書[8]
- 1945年，中國國民黨第六屆國民代表大會代表
- 1946年1月至2月，中國出席聯合國大會顧問
- 民國35年（1946）12月23日，派三十四年高考再試典試委員[9]
- 1947-1948年，外交部參贊，中央政治大學教授
- 民國37年（1948），當選立法委員，曾出席第一屆立法院第一會期外交委員會(召集委員)、財政及金融委員會、預算委員會、交通委員會
- 1950年1月21日，多明尼加參事代理館務
- 1950年，註銷立法委員名籍[10]
- 1952年7月29日，派中華民國慶賀多明尼加國新總統就職典禮專使[11]
- 1955年8月27日，任中華民國駐哥斯大黎加團特命全權公使[12]
- 1955年10月18日，特派中華民國與海地共和國商訂友好條約全權代表[13]
- 1958年4月24日，派中華民國慶賀哥斯大黎加國總統就職典禮大使[14]
- 1959年9月25日，免駐哥斯大黎加國特命全權公使[15]
- 1959年9月25日，特任中華民國駐哥斯大黎加國特命全權大使[15]
- 1960年底，哥斯大黎加僑民等三百餘人上函控告其貪腐瀆職離職[16]
- 1962年1月24日，免駐哥斯大黎加國特命全權大使，調部服務[17]
- 1970年代到美國定居
- 1995年1月20日，因車禍去世